# Барбуня
Барбунът, също султанка или червен милет (Mullus barbatus ponticus) е красива риба, обитаваща Черно море.

## Характеристика
Дължината на тялото му достига до 21 – 26 cm, а теглото до 150 g.
Рибата е оцветена в красива окраска с преобладаващо червено. Има едри люспи по цялото тяло, които падат лесно при улавянето и с ръце. Под устата са разположени двойка „мустаци“, с които открива храната си. Главата е голяма, с тъпа муцуна отпред.
На гърба ѝ са разположени две перки, а на корема има три (две отпред и една анална). Опашката е вертикална и раздвоена.

### Разпространение
Разпространена е навсякъде в Черно море. Рибата е открита и в Азовско море, а също и край Босфора, но отвъд не е срещана. Ихтиолозите все още не могат да си обяснят напълно предположението, че барбунята предпочита солеността и температурата на Черно и Азовско море.

### Биология
Обитава предимно крайбрежната морска ивица. Личинките и малките рибки се различават от възрастните по външния си вид и начин на живот, като те са по-продълговати, със заострена муцуна и обитават повърхностните слоеве на водата. На възраст около 1,5 месеца преминават към предимно дънен начин на живот и придобиват външния вид на възрастните риби.
Барбунът съзрява полово на 1 – 2 години. Размножава се чрез хайвер от юни до септември. Малките на барбунята се храни със зоопланктон, а възрастните основно с дънни безгръбначни и дребни риби. Продължителността на живота варира между 8 и 13 години. Рибата извършва размножителни и зимувални миграции, като зимува около Босфора, а напролет мигрира на север към българското крайбрежие за размножаване и угояване.

### Стопанско значение
Има незначителен дял за стопанския риболов на България, въпреки че се улавя от рибари в Черно море. Има вкусно, леко месо със специфична миризма и вкус.

## Галерия
- Малък пасаж от Mullus barbatus ponticus
- Уловена с въдица барбуня